# Concepción González Molina
Concepción González Molina (Teziutlán, Puebla, 6 de agosto de 1953) es una política mexicana, miembro del Partido del Trabajo (PT) y con anterioridad del Partido Revolucionario Institucional (PRI). Ha sido en dos ocasiones diputada federal.

## Biografía
Es licenciada en Derecho y licenciada en Ciencias Políticas por la Universidad Complutense de Madrid; fue docente e investigadora en la Escuela de Administración de la Benemérita Universidad Autónoma de Puebla (BUAP). Fue presidenta del Consejo para la Integración de la Mujer en Teziutlán y fue fundadora del Taller de Artes Plásticas, el Grupo Ecologista de Teziutlán y el Frente Cívico Teziutleco A. C.
Fue miembro del PRI desde 1985. De 1994 a 1996 fue presidenta del comité muncipal del PRI en Teziutlán y de la Fundación Colosio durante 1995, de 1996 a 1998 fue directora general de Gobierno del ayuntamiento de Teziutlán presidido por Jorge Barrón Levet, y de 1998 a 2000 fue presidenta estatal del Organismo Estatal de Mujeres Priístas. En las elecciones estatales de 1998 fue candidata del PRI a diputada por el Distrito 21 local, resultando elegida para la LIV Legislatura del Congreso del Estado de Puebla de 1999 a 2002. Pidió licencia a partir del 15 de junio de 2000 para ser candidata a diputada federal.
Postulada en las elecciones federales de 2000 como candidata por el Distrito 3 de Puebla, en el que logró el triunfo con el 52.76% de los votos, frente al 28.57% de su contrincante de la Alianza por el Cambio. Ejerció la representación en la LVIII Legislatura de 2000 a 2003 y en la que fue presidenta de la comisión de Equidad de Género; e integrante de la comisión de Cultura.
Al asumir la gubernatura de Puebla Mario Marín Torres el 1 de febrero de 2005 la nombró directora general del Instituto Poblano de la Mujer, cargo en que permaneció hasta 2005 y en donde fue sustituida por América Soto López; pasó entonces a ser secretaria general comité municipal del PRI en Puebla de 2005 a 2006. Ese mismo año, renunció a su militancia en el PRI y se unió a la campaña de Andrés Manuel López Obrador en las elecciones presidenciales. Desde 2004 y hasta 2010 fue presidenta de la asociación «Amigos del Ferrocarril Teziuteco».
En las elecciones federales de 2012 fue candidata de la coalición Movimiento Progresista a diputada federal por el Distrito 3 de Puebla, pero quedó en tercer lugar de las preferencias electorales que dieron la victoria a Víctor Díaz Palacios, candidato de la coalición Compromiso por México; y en las estatales de 2018 fue postulada candidata de la coalicón Juntos Haremos Historia a presidenta municipal de Teziutlán, pero no logró la victoria que correspondió a Carlos Peredo Grau candidato del partido Compromiso por Puebla.
Como integrante del PT, fue postulada en las elecciones federales de 2021 por la coalción Juntos Hacemos Historia como candidata a diputada federal suplente por el Distrito 3, siendo candidata propietaria Esther Martínez Romano; resultaron elegidas al recibir el 40.39% de los votos, frente al 33.36% de la candidata de la coalición Va por México, Sandra Rubí Montalvo Domínguez. Elegidas para la LXV Legislatura de 2021 a 2024, Esther Martínez se separó del cargo mediante licencia para ser candidata a diputada local, siendo llamada Concepción González a asumir el cargo el 29 de febrero de 2024 y permaneció en el mismo hasta el 2 de junio siguiente en que la propietaria reasumió su cargo.
En 2022, siendo diputada suplente, se enfrentó al presidente municipal Carlos Peredo —ahora miembro de Morena— durante una elección interna de dicho partido que culminó con su detanción por la policía municipal.